# Hidegvíz
Hidegvíz, német nyelven Kaltwasser, román nyelven Calvasăr szász település, melyet 1964-ben Nagyselyk-hez csatoltak.
Nevét 1296-ban említette először oklevél Hydegvyz néven, melyben Tamás fia Mihály maga és testvére Miklós nevében Bulla (Bolya) nevű birtokukból hegyet és erdős földet adott ell várépítésre Herman fia András által képviselt hőhalmi népeknek.
1326-ban Károly Róbert király Tamáspatakáért Ladamost adta a Hidegvizieknek.
1357-ben Ákost már Bolyai vezetéknéven is nevezték, 1485-ben pedig Hydegwizen Bolyai Gáspárt említik részbirtokosként.
1523-ban több családnak is van itt részbirtoka, így a Vízaknai, Bolyai, Nyujtódi, Kocsárdi, Vessződi, Hosszúteleki családoknak is.
1733-ban Hidegviz, 1750-ben és 1888-ban Kaltwasser néven írták.
1910-ben 1153 lakosából 41 magyar, 1105 román volt. Ebből 14 római katolikus, 1096 görögkatolikus, 20 református volt.
A trianoni békeszerződés előtt Nagyküküllő vármegye Medgyesi járásához tartozott.